# Dichrooscytus tescorum
Dichrooscytus tescorum är en insektsart som beskrevs av Bliven 1956. Dichrooscytus tescorum ingår i släktet Dichrooscytus och familjen ängsskinnbaggar. Inga underarter finns listade i Catalogue of Life.